# Louis Hymans
Pour les articles homonymes, voir Hymans.
Louis Hymans, connu aussi comme Louis Salomon et Salomon Louis Hymans (3 mai 1829 à Rotterdam - 22 mai 1884 à Ixelles) était un historien, parlementaire, romancier et journaliste belge.

## Biographie
Louis Hymans nait à Rotterdam, de père médecin, et s'établit dans sa jeunesse en Belgique, à Bruxelles puis à Anvers. Il commence sa carrière littéraire en rédigeant de la poésie en 1842 puis des pièces de théâtre, dont Robert le Frison, en 1847.
Hymans a été professeur d'histoire au Musée royal de l'industrie, journaliste au quotidien bruxellois L'Étoile belge. Il se souvient des "visites occasionnelles" de Paul Julius Reuters, à L'Indépendance belge l'autre quotidien belge et du fait qu'il "pouvait parler sans fin des pigeons voyageurs et du télégraphe". Louis Hymans a également été rédacteur en chef  à L'Écho du Parlement, après avoir pendant longtemps rédigé le "feuilleton d'art" du journal. Il était également  correspondant bruxellois de La Meuse.
De 1859 jusqu'en 1870 Hymans sera député au Parlement, en tant que membre du parti libéral.
Il est l'auteur d'une Histoire de Bruxelles publiée d'abord en feuillets séparés expédiés à des abonnés que ceux-ci pouvaient faire relier à leur gré. Cet ouvrage est illustré de nombreux dessins et gravures du XIXe siècle et de gravures anciennes redécouvertes par l'auteur à l'époque où les chercheurs, comme Théodore Juste, redécouvraient l'histoire de la Belgique. À travers les pages écrites par Louis Hymans, ressuscitent des sites bruxellois et des événements déjà disparus à l'époque, mais aussi des aspects de la ville qui allaient disparaître au XXe siècle. Inachevée à la mort soudaine de l'auteur, l'Histoire de Bruxelles est achevée par son fils, Paul Hymans (plus tard ministre des affaires étrangères du gouvernement belge en exil durant la guerre de 1914-1918, négociateur et signataire pour la Belgique du traité de Versailles en 1919).

## La Brabançonne
En 1852, une seconde version de La Brabançonne voit le jour sous sa plume, faisant suite à celle, beaucoup trop poétique et anti-hollandaise, de Jenneval. Celle-ci servira d'inspiration à celle de Charles Rogier publiée en 1860. Sont hymne apporte un message d'unité et de paix. Il est rendu public le 20 août 1852:
Flamands, Wallons, race de braves, 

Serrons nos rangs, marchons unis ;

Ne crions plus mort aux Bataves ! 

Les peuples libres sont amis. 

Le canon, bronze tutélaire 

Peut reposer, à l'ombre du succès. 

Nous avons fondé par la guerre, 

Nous conservons par le progrès.

Chantons, enfants, l'honneur antique, 

La fierté qui sauva nos droits, 

L'amour qui garde à la Belgique 

Le plus légitime des rois.

Le dernier courroux populaire. 

S'est apaisé devant l'hymne de la paix. 

Nous avons fondé par la guerre, 

Nous conservons par le progrès.

Au sein de la tempête sombre, 

Le Dieu des faibles nous défend. 

Peuple sans force par le nombre, 

Mais que la liberté fait grand.

La liberté, gloire si chère, 

Que nous gardons pure de tout excès. 

Nous avons fondé par la guerre, 

Nous conservons par le progrès.

Enfants de la jeune patrie,

Enfants égaux devant ses lois,

Qu'elle demande notre vie 

Nous saurons mourir à sa voix.

Mais le sang d'un Belge, d'un frère, 

Sous notre main ne doit couler jamais 

Nous avons fondé par la guerre, 

Nous conservons par la progrès.

Sur le respect l'honneur repose, 

Saluons les droits éternels. 

Saluons toute grande chose 

Et que tout culte ait ses autels, 

l'avenir est dans la lumière, 

Tels sont les biens que les siècles ont faits. 

Nous avons fondé par la guerre, 

Nous conservons par le progrès.

Flamands, Wallons, sainte phalange,

Qu'un même cri soit notre foi.

Ce cri n'est plus : « A bas l'Orange ! »

Il est plus grand : « Belgique à toi ! »

C'est le cri d'une race fière

De ses lauriers, vierges de tous regrets,

Ce qu'elle a fondé par la guerre,

Conservons le par le progrès.

## Œuvres
- Robert-le-Frison, drame historique en trois actes et en vers, Gand, Morry, 1847
- Le Gondolier de Venise, opéra-comique en 3 actes, paroles de Louis Hymans, musique de Joseph Gregoir, Anvers, H. Ratinckx, 1848
- Les fêtes de juillet 1856. Compte rendu des solennités et cérémonies publiques célébrées à Bruxelles les 21,22 et 23 juillet 1856 à l'occcasion du XXVe anniversaire de l'inauguration de S.M. léopold Ier, Bruxelles, Alexandre Jamar éditeur 76p. 1856
- Scènes de mœurs bruxelloises. La Famille Buvard, Bruxelles, A. Schnée, 1858
- Scènes de mœurs bruxelloises. La Courte échelle, Bruxelles, A. Schnée, 1859
- André Bailly, Alph. Lebègue, 1861
- Hirta, Bruxelles, 1877
- Six nouvelles, Bruxelles, 1882
- Histoire du marquisat d'Anvers et du Saint-Empire, Bruxelles, 1848
- Le Rhin monumental et pittoresque, C. Muquardt, 1854
- L'Église et les libertés belges, Bruxelles, A. Schnée, 1858
- Histoire populaire de la Belgique, Bruxelles, P. Hen, 1860
- Histoire populaire du règne de Léopold Ier, roi des Belges, Bruxelles, A. N. Lebègue, 1864
- L'orco, opéra fantastique en deux actes et trois tableaux, paroles de L. Hymans, musique de Oscar Stoumon, Bruxelles, Office de Publicité, 1864
- Manuel de l'histoire de Belgique, Paris, C. Delagrave, 1868
- Histoire politique et parlementaire de la Belgique de 1814-1830, Bruxelles, C. Muquardt, 1869
- Notes et Souvenirs, Bruxelles, A. N. Lebègue, 1876
- Types et Silhouettes, Bruxelles, A. N. Lebègue, 1877
- Histoire parlementaire de la Belgique de 1831 à 1880 [-1910], par Louis Hymans, continuée par Paul Hymans et Alfred Delcroix, Bruxelles, Bruylant-Christophe I. 1831-1840. - 1877-1880 ; II. 1840-1850. - 1878-1880 ; III. 1850-1860. - 1879 ; IV. 1860-1870. - 1880 ; V. 1870-1880. - 1880 ; Table générale. - 1880 ; 2e série. 1880-1890. - 1906 ; 3e série. 1890-1900. - 2 vol. 1901-1906 ; 4e série. 1900-1910. T. I, fasc. I-II ; T. II, fasc. I. - 1909-1913
- Souvenirs de voyage. En Italie, Bruxelles, A.-N. Lebègue, 1880 lire
- La Belgique contemporaine, Mons, H. Manceaux, 1880
- Le Congrès national de 1830 et la Constitution de 1831, Office de publicité, Bruxelles, 1880
- Bruxelles à travers les âges, deux volumes, Bruxelles, Bruylant-Christophe, 1882 Paul Hymans, avec son oncle Henri Hymans, publia un troisième volume sous-titré : Bruxelles Moderne

## Vie privée
Juif assimilé, Hymans éduquera ses enfants dans le rite protestant.